# Helmut Noller
Helmut Noller (* 16. November 1919 in Mannheim; † 28. März 2009 ebenda) war ein deutscher Kanute.

## Karriere
Der mehrfache Deutsche Meister in den Klassen K1 und K2 belegte bei den Olympischen Spielen 1952 in Helsinki mit Gustav Schmidt den vierten Platz über 1000 Meter im Zweier-Kajak. 1954 gewann er mit Günter Krämer bei den Kanu-Weltmeisterschaften im französischen Mâcon die Bronzemedaille.
1955 gewann er mit Günter Krämer, Gustav Schmidt und Michael Scheurer die Westeuropameister im K4.
Helmut Noller starb im Alter von 89 Jahren in einem Mannheimer Krankenhaus.

## Erfolge
- Deutscher Meister Einer-Kajak 800 m: 1947, 1948
- Deutscher Meister Einer-Kajak 1000 m: 1939, 1949, 1950, 1952
- Deutscher Meister Einer-Kajak 8000 m: 1947, 1948
- Deutscher Meister Einer-Kajak 10.000 m: 1942, 1949, 1950
- Deutscher Meister Zweier-Kajak 500 m: 1951, 1952, 1953, 1954
- Deutscher Meister Zweier-Kajak 1000 m: 1939, 1949, 1952, 1953
- Deutscher Meister Zweier-Kajak 10.000 m: 1952, 1953, 1955
- Deutscher Meister Vierer-Kajak 10.000 m: 1954